# 세서미 스트리트 4-D 무비 매직

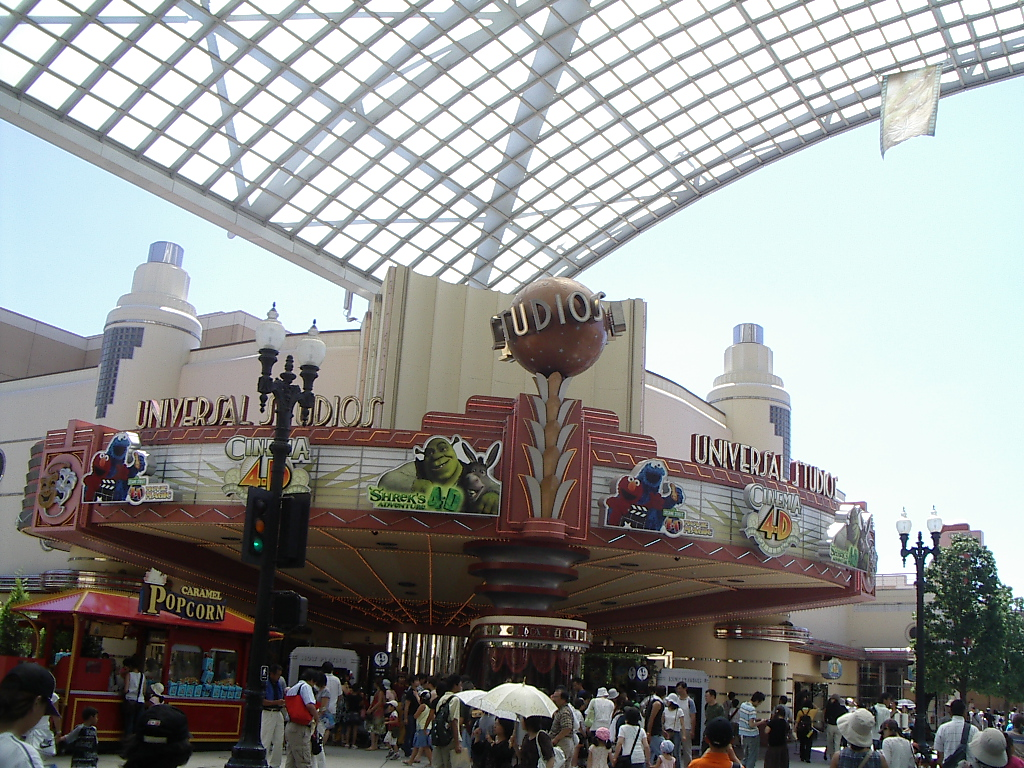
유니버설 스튜디오 재팬의 Sesame Street 4-D Movie Magic

세서미 스트리트 4-D 무비 매직은 유니버설 스튜디오 재팬, 씨월드 센디에이고 등에 있는 놀이기구로, 엘모, 쿠키몬스터, 빅버드, 버트, 어니 등이 출연하여 실제로 바다 체험을 하고 있는 듯한 환상적인 효과를 준다.

## 같이 보기
- 유니버설 스튜디오 재팬
- 씨월드 샌디에고